# Stiftungsstrafsteuer
Die Stiftungsstrafsteuer ist eine österreichische Steuer auf unentgeltliche Zuwendungen an Stiftungen, wobei der Zuwendende, die Zuwendung oder der Empfänger der Zuwendung ein bestimmtes Kriterium nach dem StiftEG nicht erfüllt und daher ein zehnfach höheren Steuersatz zur Anwendung gelangt (siehe unten).
Dabei obliegt dem österreichischen Stifter bzw. der Stiftung (Vermögensmasse) die ordnungsgemäße Anzeige der Schenkung (Erklärung der Steuerpflicht), die korrekte Selbstberechnung der Steuer und die rechtzeitige Entrichtung (§ 3 Abs. 1 und 2 StiftEG).
Die Stiftungseingangssteuer wurde als Ersatz für die aufgehobenen Bestimmungen aus dem Erbschafts- und Schenkungssteuergesetz in Bezug auf Zuwendungen an Stiftungen und stiftungsähnliche Vermögensmassen als Eingangs- und Zuwendungsbesteuerung eingeführt (Stiftungseingangssteuergesetz).

## Gesetzliche Grundlage
Das österreichische Stiftungseingangssteuergesetz (StiftEG) hat verschiedene Tatbestände teilweise mit dem zehnfachen des „Normalsteuersatzes“ belegt. Der Normalsteuersatz nach § 2 Abs. 1 StiftEG beträgt 2,5 % der Zuwendung an eine Stiftung oder vergleichbare Vermögensmasse.
Ein erhöhter Steuersatz von 25 % von der Zuwendung gilt gemäß § 2 Abs. 1 lit a) bis c) StiftEG, wenn
- die Stiftung oder vergleichbare Vermögensmasse, welche die Zuwendung erhält, nicht mit einer Privatstiftung nach dem österreichischen Privatstiftungsgesetz (PSG) vergleichbar ist[5], oder
- sämtliche Dokumente in der jeweils geltenden Fassung, die die innere Organisation der Stiftung oder vergleichbaren Vermögensmasse, die Vermögensverwaltung oder die Vermögensverwendung betreffen (wie insbesondere Stiftungsurkunde, Stiftungszusatzurkunden und damit vergleichbare Unterlagen)[6], nicht spätestens im Zeitpunkt der Fälligkeit der Stiftungseingangssteuer dem zuständigen Finanzamt offengelegt worden sind[7],
- die Stiftung oder vergleichbare Vermögensmasse nicht einer dem § 5 des Privatstiftungsgesetzes entsprechenden gesetzlichen Verpflichtung unterliegt, die Begünstigten mitzuteilen[8] oder
- die Stiftung oder vergleichbare Vermögensmasse nicht unter Vorlage der Stiftungsurkunde (Statut) in das Firmenbuch oder ein vergleichbares ausländisches öffentliches Register eingetragen ist[9] oder
- mit dem Ansässigkeitsstaat der Stiftung oder vergleichbaren Vermögensmasse keine umfassende Amts- und Vollstreckungshilfe besteht[10].

Dieser erhöhte Steuersatz von 25 % der Zuwendung im StiftEG wird auch als „Stiftungsstrafsteuer“ oder „Sanktionssteuer“ bezeichnet. Die Bezeichnung als Stiftungsstrafsteuer bzw. Sanktionssteuer ist keine amtliche Bezeichnung, sondern hat sich in der juristischen Praxis herausgebildet.

## Liechtenstein
Mit dem „Abkommen zwischen dem Fürstentum Liechtenstein und der Republik Österreich über die Zusammenarbeit im Bereich der Steuern“ vom 29. Januar 2013, Art 33 ff, wurde der ursprüngliche „Strafsteuersatz“ für liechtensteinische Stiftungen von 25 % gesenkt (dieser galt seit in Kraft treten des StiftEG im Jahr 2008). Nun beträgt der Steuersatz für intransparente Vermögensstrukturen
- 5 % im Falle einer Offenlegung (§ 2 Abs. 1 Bst. b und Art. 2 Abs. 2 Bst. b StiftEG, Art 33 Abkommen vom 29. Januar 2013)
- 7,5 % oder auch 10 %, wenn keine Offenlegung gemäß Art 33 Abkommen vom 29. Januar 2013 erfolgt.[14]

Durch die im StiftEG zum 1. Januar 2014 in § 2 neu eingeführten Bestimmungen in den Bst. c) und d) ist der erhöhte Steuersatz von 25 % in den meisten steuerlichen Anwendungsfällen jedoch auch weiterhin auf eine Vielzahl von Stiftungen mit Sitz in Liechtenstein anzuwenden. Die Regelung zum ermäßigten Steuersatz im oben genannten Abkommen zwischen Liechtenstein und Österreich über die steuerliche Zusammenarbeit sind daher weitgehend obsolet.